# Drago (catch)
Pour les articles homonymes, voir Drago.
Víctor Manuel Soto Flores (né le 23 juillet 1975 à Mexico), est un catcheur (lutteur professionnel) mexicain connu sous le nom de Drago qui est actuellement sous contrat avec l'Asistencia Asesoría y Administración. Comme beaucoup de catcheurs mexicain, Drago porte un masque.

## Carrière

### Asistencia Asesoría y Administración (1998-...)
Le 25 août 2013, lui et Argenis perdent contre Atsushi Aoki et Kotarō Suzuki et ne remportent pas les AJPW All Asia Tag Team Championship. Le 19 avril 2014, lui et Faby Apache perdent les AAA World Mixed Tag Team Championship contre Pentagón Jr. et Sexy Star. Lors de Triplemanía XXIV, lui et Aero Star battent Los Güeros del Cielo (Angélico et Jack Evans) et Paul London et Matt Cross et El Hijo del Fantasma et Garza Jr dans un Four Way Match et remportent les AAA World Tag Team Championship.
Le 25 août 2018 lors de Triplemania XXVI, Aerostar et Drago perdent un fatal-4 way tag team match contre Mexablood, ce match impliquait aussi la Team Impact (DJZ & Andrew Everett) et la Team ELITE (Laredo Kid & Golden Magic).

### Lucha Underground (2014-...)
Le 12 novembre 2014, il fait ses débuts à la fédération et il perd contre Fénix dans un Three Way Match qui comprenaient également Pentagón Jr..
Lors de la première nuit de Ultima Lucha, il bat Hernandez dans un Believers Backlash Lumberjacks With Straps Match.
Lors de Ultima Lucha Dos, lui, Aero Star et Fénix battent Jack Evans, Johnny Mundo et PJ Black et remportent les Lucha Underground Trios Championship. Le 7 juin 2017 lors de Sudden Death, il effectue le tombé sur Aerostar lors d'une défense des Trios Championship contre Kobra Moon, Pindar et Vibora, il devient donc champion avec Pindar et Vibora. Le 11 octobre lors de Ultima Lucha Tres, Pindar, Vibora et Drago perdent les Trios Championship contre The Mack, Killshot et Dante.
Le 20 juin 2018, il perd contre Dragon Azteca Jr, après le match il est attaqué par Johnny Mundo.
Le 8 août, The Worldwide Underground (PJ Black, Taya, Johnny Mundo & Aerostar) battent The Reptile Tribe, Johnny Mundo obtient alors le droit de demander quoi que ce soit à Kobra Moon, il offre cependant son souhait à Aerostar qui souhaite que Drago soit libéré ce que Kobra Moon accepte.
Le 22 août, il vient en aide à Aerostar qui subissait un Ankle Lock de la part de Jake Strong en repoussant ce dernier avec un nunchaku. Le 29 août, Drago perd par soumission contre Jake Strong. Après le match, Strong tente de lui casser la cheville, Aerostar tentera alors de lui venir en aide, mais il sera repoussé par Strong. Le 26 septembre, il perd avec Aerostar par soumission contre Jake Strong au cours d'un 2-on-1 nunchuks match. Après le match, Strong lui brise la cheville.

### Impact Wrestling (2017-...)
Il fait ses débuts à la fédération lors de Slammiversary XV, où lui et El Hijo del Fantasma perdent contre The Latin American Xchange (Ortiz et Santana) dans un Four-way lucha rules unification match qui comprenaient également Naomichi Marufuji et Taiji Ishimori et Laredo Kid et Garza Jr. et ne remportent pas les Impact World Tag Team Championship et les GFW Tag Team Championship.
Le 22 avril 2018 à Redemption, il perd contre AeroStar. Le 3 mai à Impact, il perd avec El Hijo Del Fantasma et Aerostar contre DJZ, Andrew Everett et Dezmond Xavier. Le 10 mai à Impact, il perd un Fatal-4 Way match contre El Hijo del Fantasma impliquant également Ishimori et Aerostar. Le 24 mai à Impact, il perd avec Aerostar par disqualification contre oVe après une attaque de Eddie Edwards sur oVe. Le 7 juin à Impact, Drago et Aerostar perdent contre Z&E et ne remportent pas les titres par équipe de Impact.

### Autres Fédérations
Il fait ses débuts à la Pro Wrestling Guerrilla en août 2015 en tant que participant à la Battle Of Los Angeles 2015, où il est éliminé par Chris Hero dès le premier tour. Le lendemain, lui, Andrew Everett, Timothy Thatcher, Mark Andrews et Tommaso Ciampa perdent contre Drew Galloway, Chuck Taylor, Aero Star, Drew Gulak et Trent. Le 4 septembre, il fait ses débuts pour la Chikara, en tant que participant au King Of Trios 2015 au côté de Aero Star et Fénix en tant "Team AAA" et leur de leur match de premier tour, ils battent The Gentleman's Club (Chuck Taylor, Drew Gulak et The Swamp Monster). Le lendemain, ils battent The Nightmare Warriors (Frightmare, Hallowicked et Silver Ant) pour se qualifier pour les Demi-Finales du tournoi. Le 6 septembre, ils battent The Devastation Corporation (Blaster McMassive, Flex Rumblecrunch et Max Smashmaster) en Demi -Finale, puis le Bullet Club (A.J. Styles et The Young Bucks) en finale pour remporter le tournoi.

## Palmarès
- Asistencia Asesoría y Administración
  - 1 fois AAA Latin American Championship
  - 1 fois AAA World Tag Team Championship Avec Aero Star
  - 1 fois AAA World Mixed Tag Team Championship avec Faby Apache
  - 2 fois Mexican National Atómicos Championship avec Oscar Sevilla, Decnis, et Billy Boy[22]
  - Alas de Oro (2015)

- Battle Championship Wrestling Australia
  - 1 fois BCW Tag Team Championship avec Aero Star

- Chikara
  - King of Trios (2015) avec Aero Star et Fénix

- Lucha Underground
  - 2 fois Lucha Underground Trios Championship avec Aero Star et Fénix (1) et Pindar, Kobra Moon et Vibora (1)

- Pro Wrestling Illustrated
  - Classé 125e sur 500 dans le classement en 2015[23]